# Nuraghe su Runaghe
 40°34'39.94" N, 8°43'36.70" E
Il nuraghe Su Runaghe (in sardo: Nuraghe) è ubicato a Siligo, sull'omonima collina, in posizione dominante rispetto al centro abitato, alle valli sottostanti in tutte le direzioni e diffronte al Monte di sant'Antonio, appendice del vasto tavolato vulcanico di Monte Pelau.

## Descrizione
Delle strutture rimangono pochi resti, per cui la planimetria non è definibile, a causa dello spoglio durato secoli. Già nel 1939 il Taramelli aveva segnalato la presenza di esigui tratti di murature. L'area non è mai stata indagata.